# As We Journey Through Life
As We Journey Through Life è un cortometraggio muto del 1914 interpretato e diretto da Murdock MacQuarrie.

## Produzione
Il film fu prodotto dalla Nestor Film Company.

## Distribuzione
Distribuito dall'Universal Film Manufacturing Company, il film, un cortometraggio di una bobina, uscì nelle sale cinematografiche USA il 24 novembre 1914.